# André Muhirwa
André Muhirwa (1920 - 28 de abril de 2003) foi filho de Banzabugabo (Ganwa - família real) e político, membro da União para o Progresso Nacional e Primeiro Ministro do Burundi independente de 21 de outubro de 1961 a 10 de junho de 1963. Ele era cunhado de Louis Rwagasore.